# Јабланце (Костањевица на Крки)
Јабланце (словен. Jablance) је насељено место у општини Костањевица на Крки, Посавска регија, Словенија

## Историја
До територијалне реорганизације у Словенији биле су у саставу старе општине Кршко.

## Становништво
У попису становништва из 2011. године, Јабланце су имале 47 становника.
| Број становника према пописима | Број становника према пописима | Број становника према пописима |
| ------------------------------ | ------------------------------ | ------------------------------ |
| 1991                           | 2002                           | 2011                           |
| 49                             | 48                             | 47                             |

Напомена: До 1990. исказивано под именом Јабланице. Године 1952. увећано за насеље Заводе које је укинуто.